# Антверпски маниеризъм
Антверпенския маннеризъм е името, дадено на стил и на група анонимни художници, които са активни в Южна Холандия и главно в Антверпен в началото на 16 век. Стилът не е свързан с ренесанса или италианския маниаризъм, но името му подсказва особеност, която е реакция на „класическия“ стил на по-ранните фламандски художници.